# 阿古斯丁·加西亚-加斯科·比森特

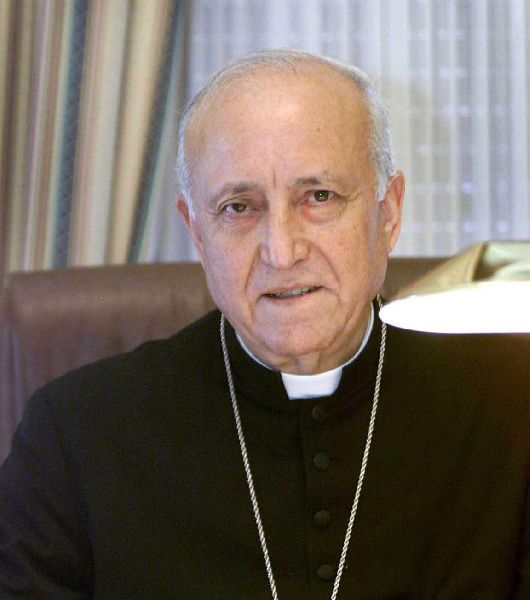
阿古斯丁·加西亚-加斯科·比森特枢机

阿古斯丁·加西亚-加斯科·比森特（西班牙語：Agustín García-Gasco y Vicente，1931年2月12日—2011年5月1日），天主教会枢机，西班牙人，原天主教巴伦西亚总教区总主教。
他出生于西班牙科拉尔德亚尔马格尔，于1956年5月26日晋铎，1985年5月11日晋牧。1992年起担任天主教巴伦西亚总教区总主教。2007年11月24日被教宗本笃十六世册封为枢机。2009年1月8日退休。